# 史蒂夫·乔布斯剧院

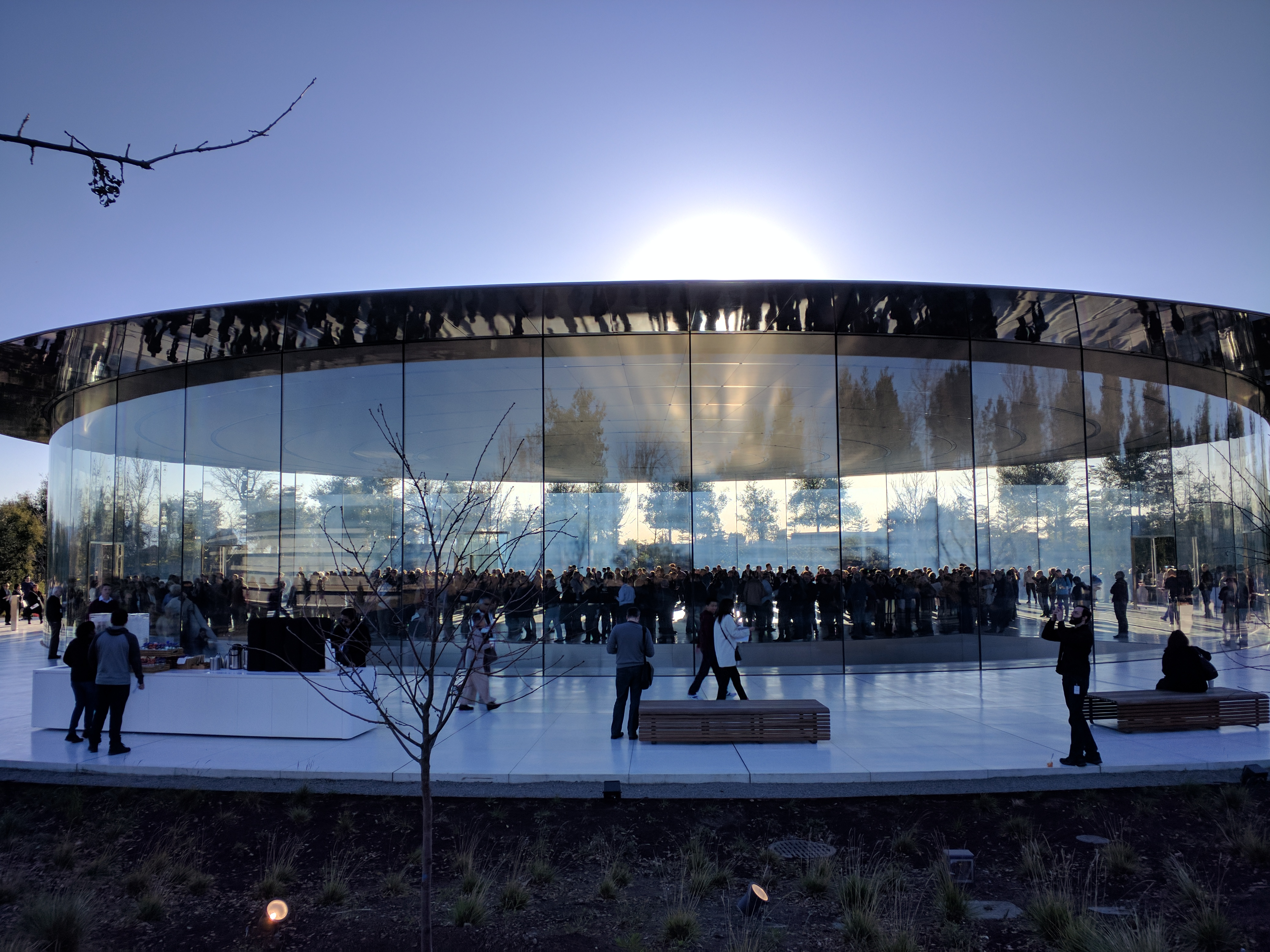
2018年2月苹果园区的史蒂夫·乔布斯剧院外侧视图

史蒂夫·乔布斯剧院是位于美国加利福尼亚州库比蒂诺苹果园区内的地上地下综合剧院，它以苹果公司联合创始人兼前首席执行官史蒂夫·乔布斯的名字命名，位于苹果园区最高点之一的一座山顶上。该礼堂用于举行苹果公司产品发布会和新闻发布会，可容纳1000人。

## 建筑设计

史蒂夫·乔布斯剧院的全景图

该剧院包括一个42英尺（约12.8米）高的玻璃电梯，从底层旋转171度到上层大厅。 该电梯是由化合钢化玻璃制作且被认为是世界上最高的独立式玻璃电梯。 由于旋转能力的原因，电梯仅设置一扇门。
剧院的透镜状屋顶由44块相同的碳纤维放射状面板组成，总重80.7吨，位于直径135英尺（约41.1米）及高22英尺（约6.6米）的圆柱形建筑之上，未设计支撑柱。所有线缆如电线、水管等，都位于组成建筑的弧形玻璃面板之间的硅胶接头内。

## 历史
2013年10月15日，库比蒂诺市议会通过六个小时的辩论商定了营建苹果公司的新总部计划。 此后不久，施工现场开始展开拆除工作。
2017年2月22日，苹果公司宣布园区的正式名称为苹果园区，礼堂将命名为乔布斯剧院。 
2017年9月12日，苹果公司在“我们，家里见”的特别活动中公开开放了新落成的剧院。特别活动中，发布了Apple Watch Series 3、Apple TV 4K、iPhone 8、iPhone 8 Plus以及iPhone X。 